# León (prowincja)
León – prowincja Hiszpanii. Powierzchnia 15 600 km², 530 000 mieszkańców (dane z 2001 r.)